# Vetenskapsradion Hälsa
Vetenskapsradion Hälsa är Sveriges Radios populärvetenskapliga program om hälsa och medicin med underrubriken Om vad som gör oss sjuka, vad som botar och hur vi håller oss friska. Vi söker vetenskapens svar och lösningar. Programledare är Johan Bergendorff och producent är Camilla Widebeck.
Programmet sänds i Sveriges Radio P1 sedan januari 2020 på torsdagseftermiddagar, med repris på fredag morgon.